# Urotheca lateristriga
Urotheca lateristriga är en ormart som beskrevs av Berthold 1859. Urotheca lateristriga ingår i släktet Urotheca och familjen snokar. Inga underarter finns listade i Catalogue of Life.
Arten förekommer i sydvästra Colombia och nordvästra Ecuador. Den vistas i låglandet och i bergstrakter upp till 1430 meter över havet. Habitatet utgörs av ursprungliga regnskogar. Honor lägger ägg.
Lokala bestånd hotas av skogsavverkningar. I största delen av utbredningsområdet finns skogarna kvar. IUCN listar arten som livskraftig (LC).